# Gummanaladahosahalli, Holenarsipur
Gummanaladahosahalli là một làng thuộc tehsil Hole Narsipur, huyện Hassan, bang Karnataka, Ấn Độ.